# Paraleptophlebia submarginata
Espèce
Paraleptophlebia submarginata est une espèce d'insectes appartenant à l'ordre des éphéméroptères, à la famille des Leptophlebiidae.

## Caractéristiques physiques
- Nymphe : de 10 à 12 mm pour le corps
- Imago :
  - Corps : de 9 à 12 mm
  - Cerques : ♂ 12 à 15 mm, ♀ 9 à 12 mm
  - Ailes : de 12 à 14 mm

Paraleptophlebia submarginata est une espèce de couleur gris très foncé pour le corps, avec des ailes de même couleur et très nervurées pour le subimago (et transparentes sur l'imago).

## Localisation
Espèce très abondante dans les cours supérieur et moyen de toutes les rivières d'Europe.

## Éclosion
De début avril à mi-septembre